# Mato Castelhano
Mato Castelhano este un oraș în Rio Grande do Sul (RS), Brazilia.